# USS Lovelace (DE-198)
USS Lovelace (DE-198) là một tàu hộ tống khu trục lớp Buckley được Hải quân Hoa Kỳ chế tạo trong Chiến tranh Thế giới thứ hai. Tên nó được đặt theo Thiếu tá Hải quân Donald Alexander Lovelace (1906-1942), người từng phục vụ cùng tàu sân bay Yorktown (CV-5) và đã tử nạn trong một vụ rơi máy bay đang khi tuần tra truy tìm đối phương vào ngày 2 tháng 6, 1942 ngay trước Trận Midway. Nó đã phục vụ cho đến khi chiến tranh kết thúc, xuất biên chế năm 1946 và bị tháo dỡ năm 1968. Lovelace được tặng thưởng ba Ngôi sao Chiến trận do thành tích phục vụ trong Thế Chiến II.

## Thiết kế và chế tạo
Những chiếc thuộc lớp tàu hộ tống khu trục Buckley có chiều dài chung 306 ft (93 m), mạn tàu rộng 37 ft 1 in (11,30 m) và độ sâu mớn nước khi đầy tải là 11 ft 3 in (3,43 m). Chúng có trọng lượng choán nước tiêu chuẩn 1.400 tấn Anh (1.400 t); và lên đến 1.740 tấn Anh (1.770 t) khi đầy tải. Hệ thống động lực bao gồm hai turbine hơi nước General Electric công suất 13.500 mã lực (10.100 kW), dẫn động hai máy phát điện công suất 9.200 kilôwatt (12.300 hp) để vận hành hai trục chân vịt;  công suất 12.000 hp (8.900 kW) cho phép đạt được tốc độ tối đa 23 kn (26 mph; 43 km/h), và có dự trữ hành trình 6.000 nmi (6.900 mi; 11.000 km) khi di chuyển ở vận tốc đường trường 12 kn (14 mph; 22 km/h).
Vũ khí trang bị bao gồm ba pháo 3 in (76 mm)/50 cal trên tháp pháo nòng đơn có thể đối hạm hoặc phòng không, một khẩu đội 1,1 inch/75 caliber bốn nòng và tám pháo phòng không Oerlikon 20 mm. Vũ khí chống ngầm bao gồm một dàn súng cối chống tàu ngầm Hedgehog Mk. 10 (có 24 nòng và mang theo 144 quả đạn); hai đường ray Mk. 9 và tám máy phóng K3 Mk. 6 để thả mìn sâu. Khác biệt đáng kể so với lớp Evarts dẫn trước là chúng có thêm ba ống phóng ngư lôi Mark 15 21 inch (533 mm). Thủy thủ đoàn đầy đủ bao gồm 186 sĩ quan và thủy thủ.
Lovelace được đặt lườn tại Xưởng hải quân Norfolk ở Portsmouth, Virginia vào ngày 22 tháng 5, 1943. Nó được hạ thủy vào ngày 4 tháng 7, 1943; được đỡ đầu bởi bà Donald A. Lovelace, vợ góa Thiếu tá Lovelace, và nhập biên chế vào ngày 7 tháng 11, 1943 dưới quyền chỉ huy của Hạm trưởng, Thiếu tá Hải quân Rodman Drake de Kay, Jr.

## Lịch sử hoạt động
Sau khi hoàn tất chuyến đi chạy thử máy huấn luyện tại khu vực Bermuda, Lovelace khởi hành từ Norfolk, Virginia vào ngày 2 tháng 1, 1944 để chuyển sang khu vực Mặt trận Thái Bình Dương trong vai trò soái hạm của Đội hộ tống 37. Đi ngang qua vịnh Guantánamo, Cuba, kênh đào Panama và quần đảo Society để hướng đến khu vực Nam Thái Bình Dương, nó đi đến Nouméa, New Caledonia vào ngày 8 tháng 2.
Lovelace hoạt động tuần tra và hộ tống tại chỗ tại khu vực quần đảo Solomon cho đến ngày 19 tháng 4, khi nó lên đường hướng sang khu vực New Guinea. Đi đến ngoài khơi Hollandia (nay là Jayapura thuộc Indonesia) vào ngày 24 tháng 4, nó bảo vệ cho việc đổ bộ lực lượng tăng viện trong chiến dịch chiếm đóng thành phố cảng này. Con tàu tiếp nối nhiệm vụ tuần tra và hộ tống trong những tháng tiếp theo, ngoại trừ một hoạt động bắn phá các mục tiêu đối phương vào ngày 8 tháng 7, và đi vào một ụ nổi tại vịnh Milne vào ngày 22 tháng 7 để bảo trì. Một tháng sau đó con tàu quay trở lại New Caledonia để được trang bị những khẩu pháo phòng không 20 mm mới.
Rời khu vực nhóm quần đảo Melanesia vào ngày 15 tháng 10, Lovelace hướng lên phía Tây Bắc để đến Kossol Roads thuộc Palau trước khi đi sang phía Tây để đến vịnh Leyte, Philippines. Con tàu đến nơi vào ngày 25 tháng 10, đúng thời điểm diễn ra trận Hải chiến vịnh Leyte, và lúc đang trên đường hộ tống bảo vệ cho các tàu tiếp liệu cho Đệ Thất hạm đội, nó bắn rơi đối thủ đầu tiên là một máy bay Nhật Bản tìm cách tấn công đoàn tàu vào ngày 26 tháng 10. Sáu ngày sau đó, lúc đang trên đường quay trở lại Kossol Roads, một tốp đông máy bay tấn công tự sát Kamikaze đã tấn công đoàn tàu vận tải, nhưng hải đội không bị thiệt hại. Sang ngày 21 tháng 11, con tàu được ghi công đã trợ giúp vào việc bắn rơi một máy bay khác lúc đang trên đường hộ tống một đoàn tàu đi Hollandia.
Sau một giai đoạn huấn luyện chống tàu ngầm ngoài khơi Sansapoor, New Guinea, Lovelace hộ tống cho Lực lượng Đặc nhiệm 78 đi sang Philippines. Trong giai đoạn từ tháng 1 đến giữa tháng 7, 1945, nó hoạt động chủ yếu trong vai trò hộ tống vận tải đi lại giữa các đảo thuộc quần đảo Philippine; vào lúc này năng lực phòng không của con tàu đã được tăng cường với radar dò tìm không trung được bổ sung khi nó ở lại đảo Manus thuộc quần đảo Admiralty. Đến tháng 7, phạm vi hoạt động của nó mở rộng sang tận Ulithi; và đến ngày 9 tháng 8, lần đầu tiên con tàu đi đến Okinawa.
Vào lúc này Nhật Bản đã chấp nhận đầu hàng vào ngày 15 tháng 8 giúp kết thúc cuộc xung đột. Vào ngày 19 tháng 9, Lovelace đã đi đến để trợ giúp cho chiếc tàu vận tải tấn công Colbert (APA-145) trúng phải một quả thủy lôi trôi nổi trên biển; chiếc tàu chở quân vốn đang vận chuyển những cựu tù binh chiến tranh Đồng Minh vừa được giải thoát khỏi các trại tập trung. Sau khi hộ tống cho chiếc Colbert gặp nạn quay trở lại vịnh Buckner, Okinawa an toàn, nó quay trở lại Philippines. Đến ngày 1 tháng 10, con tàu khởi hành từ vịnh Subic để cùng những tàu chiến thuộc Đội hộ tống 37 quay trở về Hoa Kỳ.
Về đến San Diego, California vào ngày 23 tháng 10, Lovelace nơi nó được cho xuất biên chế vào ngày 22 tháng 5, 1946 và được đưa về Hạm đội Dự bị Thái Bình Dương, neo đậu tại Bremerton, Washington. Con tàu không bao giờ được đưa ra hoạt động trở lại; tên nó được cho rút khỏi danh sách Đăng bạ Hải quân vào ngày 1 tháng 7, 1967, và nó bị đánh chìm như một mục tiêu vào ngày 25 tháng 4, 1968.

## Phần thưởng
Lovelace được tặng thưởng ba Ngôi sao Chiến trận do thành tích phục vụ trong Thế Chiến II.
|                                         |  |  |
| Bronze star · Bronze star · Bronze star |  |  |

| Huân chương Chiến dịch Hoa Kỳ                                           |                                      |                                                |
| Huân chương Chiến dịch Châu Á-Thái Bình Dương với 3 Ngôi sao Chiến trận | Huân chương Chiến thắng Thế Chiến II | Huân chương Giải phóng Philippine (Philippine) |